# Coppa Svizzera 2014-2015 (calcio femminile)
La Coppa Svizzera 2014-2015 è stata la 39ª edizione della manifestazione calcistica. È iniziata il agosto 2014 e si è conclusa il 3 maggio 2015.

## Finale
| Squadra 1 | Risultato | Squadra 2 |
| --------- | --------- | --------- |
| Basilea   | 0 - 5     | Zurigo    |

| Arbitro: | ??? |

| |            | |
| | Marcatori  | 11’, 62’ Terchoun 50’, 58’ Humm 51’ Mauron                                                                                      |
| · Autino · (Glaser 58') 53’ Sylvestre · Stein · Huber · (Seljimi 67') Liebhart · Mühlebach · De Alem da Eira · Aigbogun · Bangerter · Herzog · (Ackermann 46') Hoti | Formazioni | Friedli Remund Gensetter Kuster Stierli Duncan Mauron (82' Ramseier) Zehnder (76' Müller) Humm Deplazes (67' Lienhard) Terchoun |
| Ceccaroni | Allenatori | Tsawa |